# Parken
Stadionul Parken (scris oficial 'PARKEN') este un stadion de fotbal din Copenhaga, Danemarca. Arena a fost construită între 1990–1992, și are capacitatea de 38.065 de locuri. Parken este stadionul de casă al clubului FC Copenhaga și a Echipei naționale de fotbal a Danemarcei. Capacitatea stadionului pe durata concertelor este de peste 50.000 de oameni.

## Meciuri marcante
| Data             | Echipa #1    | Rezultat   | Echipa #2             | Competiția                                             | Spectatori | Note                                                              |
| ---------------- | ------------ | ---------- | --------------------- | ------------------------------------------------------ | ---------- | ----------------------------------------------------------------- |
| 9 September 1992 | Danemarca    | 1–2        | Germania              | Meci amical                                            | 40,500     | Meciul de deschidere                                              |
| 4 May 1994       | Arsenal      | 1–0        | Parma                 | Finala Cupei Cupelor 1994                              | 33,765     |                                                                   |
| 17 May 2000      | Galatasaray  | 0–0 (p4-1) | Arsenal               | Finala Cupei UEFA 2000                                 | 38,919     |                                                                   |
| 8 October 2005   | Danemarca    | 1–0        | Grecia                | Calificările pentru Campionatul Mondial de Fotbal 2006 | 42,099     | Stadium attendance record                                         |
| 6 April 2006     | FC Copenhaga | 1–0        | Lillestrøm            | 2006 Royal League Final                                | 13,617     |                                                                   |
| 30 April 2006    | FC Copenhaga | 0–0        | Brøndby               | Danish Superliga 2005–06                               | 41,201     | Recordul de audiență a clubului și a campionatului național       |
| 2 June 2007      | Danemarca    | 0-3 (TAS)  | Suedia                | Preliminariile Campionatului European de Fotbal 2008   | 42,083     | Pierdere cu 3-0 la 'masa verde'; arbitru atacat de fani           |
| 21 May 2011      | AG København | 30-21      | Bjerringbro-Silkeborg | 2011 Danish Handball League Final                      | 36,651     | World record attendance at an indoor handball match               |
| 20 April 2012    | AG København | 29-23      | FC Barcelona          | 2011–12 EHF Champions League Quarterfinal              | 21,293     | The highest-ever attendance at a VELUX EHF Champions League match |

## Concerte
Parken este utilizat de asemena și pentru concerte, și a găzduit concurusl muzical Eurovision 2001.
De-a lungul timpului pe stadionul Parken au evoluat interpreți și formații ca Whitney Houston, Take That, Pink, Madonna, Britney Spears, AC/DC, Pink Floyd, Eric Clapton, Red Hot Chili Peppers, Celine Dion, Tiesto, Depeche Mode, The Rolling Stones, U2, Bon Jovi, The Black Eyed Peas, Pet Shop Boys, Kashmir, Pharrell, Mew, Robbie Williams, George Michael, R.E.M., Metallica, Bruce Springsteen, Muse, Tina Turner, David Bowie, Paul McCartney, Lady Gaga, Justin Bieber  și Michael Jackson.
Cel mai mare concert ținut pe Parken a fost cel al lui Michael Jackson pe 14 august 1997, în cadrul turneului său HIStory, atunci când l-a concerct au asistat 60.000 de persoane.